# A Nigger in the Woodpile
A Nigger in the Woodpile er en amerikansk stumfilm fra 1904.